# Deutsche Oper (metrostation)
Deutsche Oper is een station van de metro van Berlijn, gelegen onder de Charlottenburgse Bismarckstraße, naast het operagebouw van de Deutsche Oper. Het metrostation werd op 14 mei 1906 onder de naam Bismarckstraße geopend aan het zogenaamde stamtracé, de eerste lijn van de Berlijnse metro. Het station, een beschermd monument, wisselde meerdere malen van naam en wordt bediend door lijn U2.

## Geschiedenis

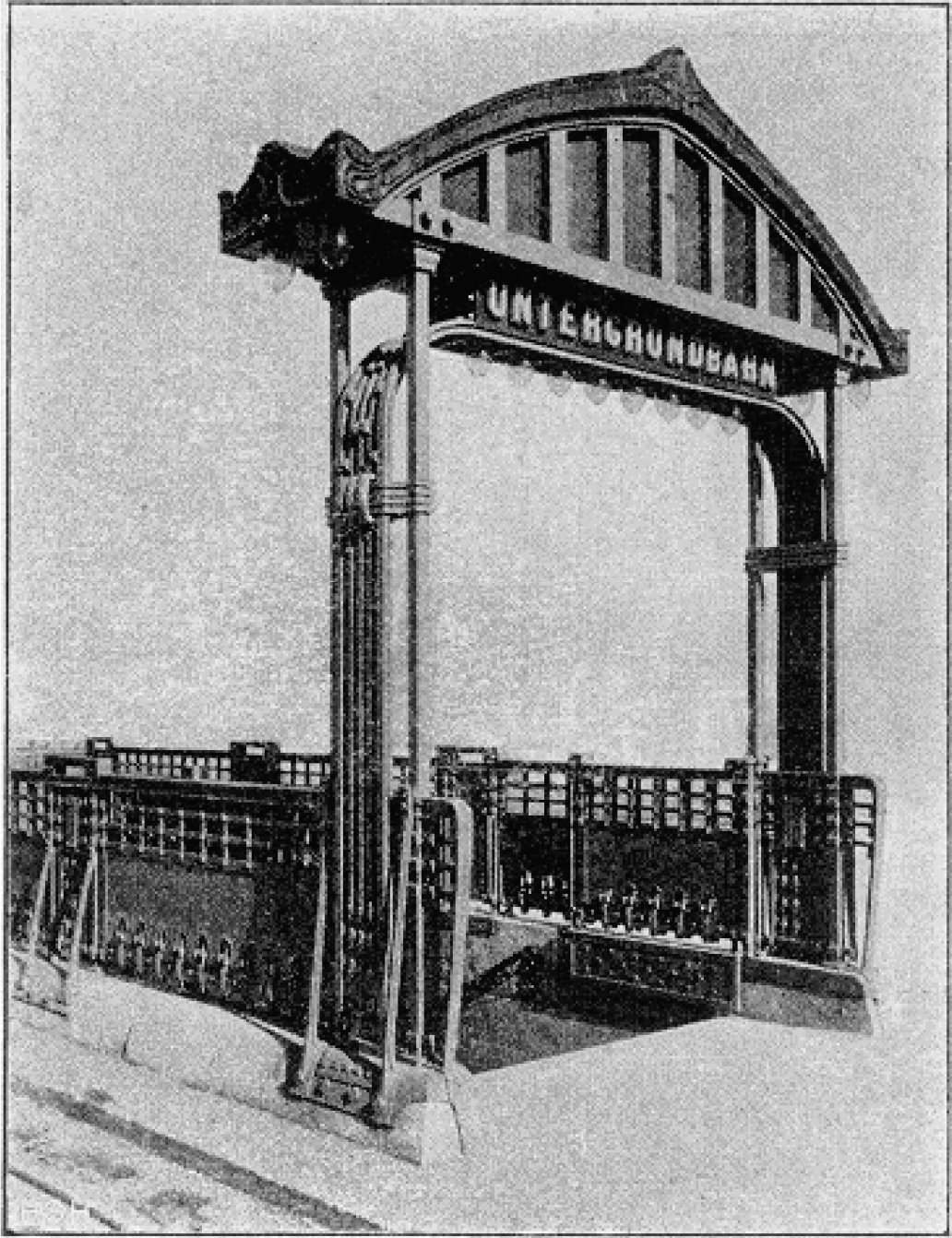
Origineel ingangsportaal, 1908

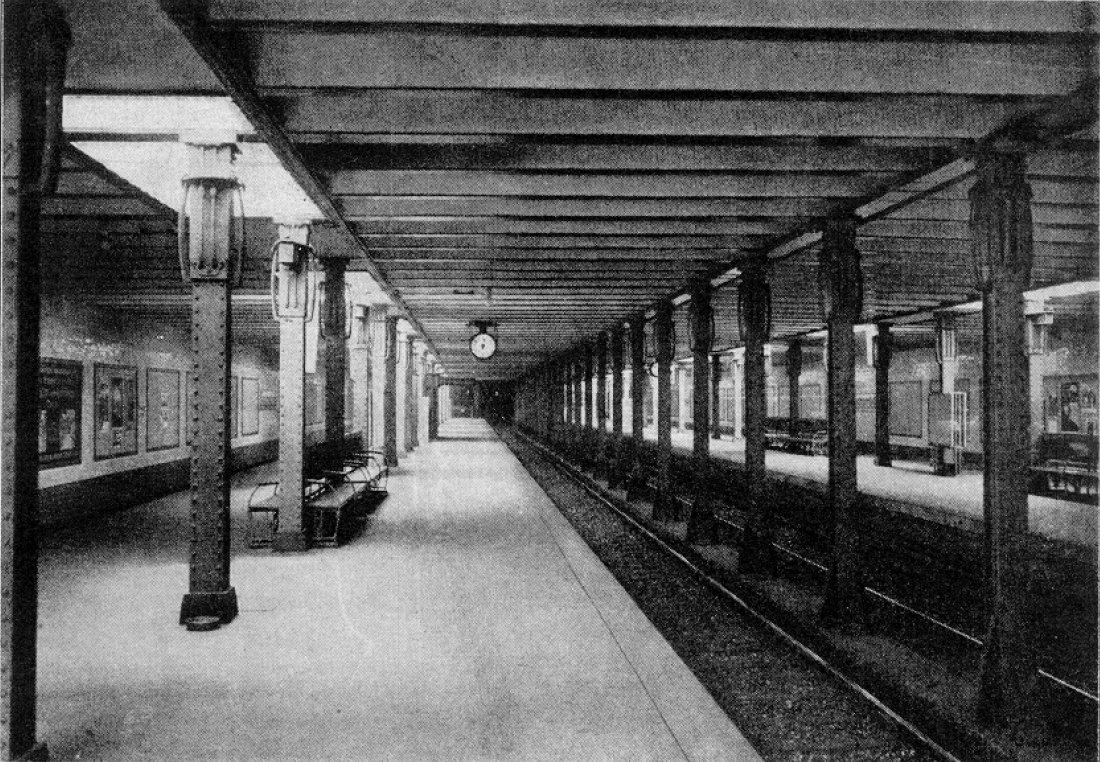
Het station kort na de opening

### Metro naar Charlottenburg
Reeds in 1900, twee jaar voor de opening van de Berlijnse metro, onderhandelde de toen nog zelfstandige stad Charlottenburg met de Hochbahngesellschaft over een westelijke verlenging van het stamtracé. De hoogste prioriteit werd gegeven aan de aansluiting op de metro van het stadhuis van Charlottenburg aan de Wilhelmplatz (de huidige Richard-Wagner-Platz). Het kortste tracé zou via de Berliner Straße (de huidige Otto-Suhr-Allee) lopen, maar de Berlin-Charlottenburger-Straßenbahn, die een tramlijn over deze straat exploiteerde, bood tegenstand. Men besloot daarop de lijn vanaf station Knie (nu Ernst-Reuter-Platz) in westelijke richting onder de Bismarckstraße te laten lopen en na een scherpe bocht naar het noorden via de Sesenheimer Straße (de huidige Richard-Wagner-Straße) naar het stadhuis te leiden.
De bouw van het nieuwe tracé begon in 1905. Naast het eindstation Wilhelmplatz verrees onder de Bismarckstraße een viersporig splitsingsstation dat later ook voor een aftakking naar Westend gebruikt zou moeten worden.
Station Bismarckstraße werd ontworpen door Alfred Grenander, de huisarchitect van de Hochbahngesellschaft. Boven beide 111 meter lange eilandperrons creëerde hij lichtkoepels, zodat er daglicht in het station kon doordringen. Ter ondersteuning van het vlak onder de straat gelegen hoge plafond kreeg de perronhal drie rijen groen geschilderde steunpilaren, op de perrons en tussen de sporen. De wanden werden bekleed met grijze tegels. Aan de westzijde van het station kwam een onderstation voor de stroomvoorziening van de Charlottenburgse lijn. De verlenging en de twee stations werden op 14 mei 1906 in gebruik genomen.

### Splitsingsstation

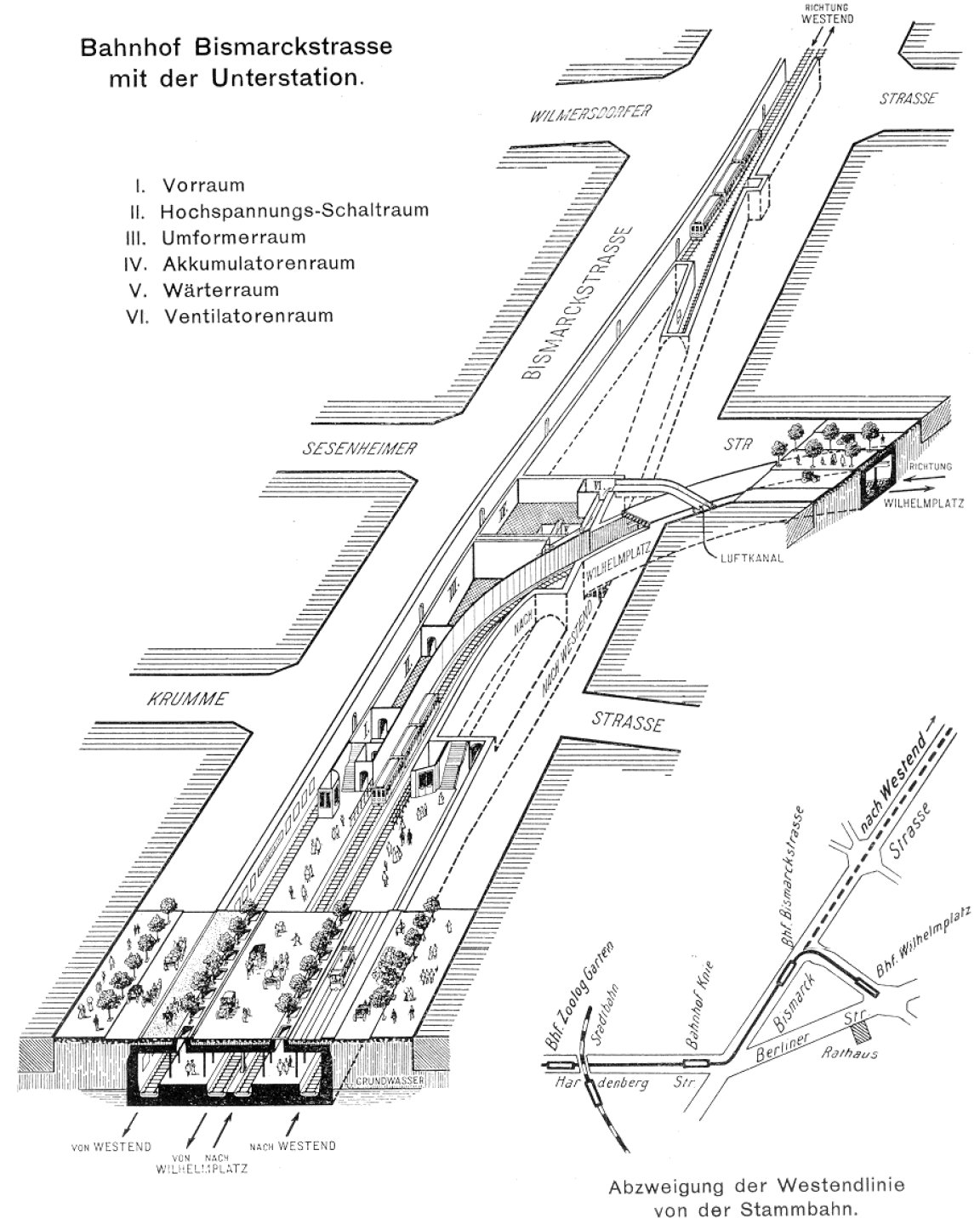
Spoorschema van het station, 1908

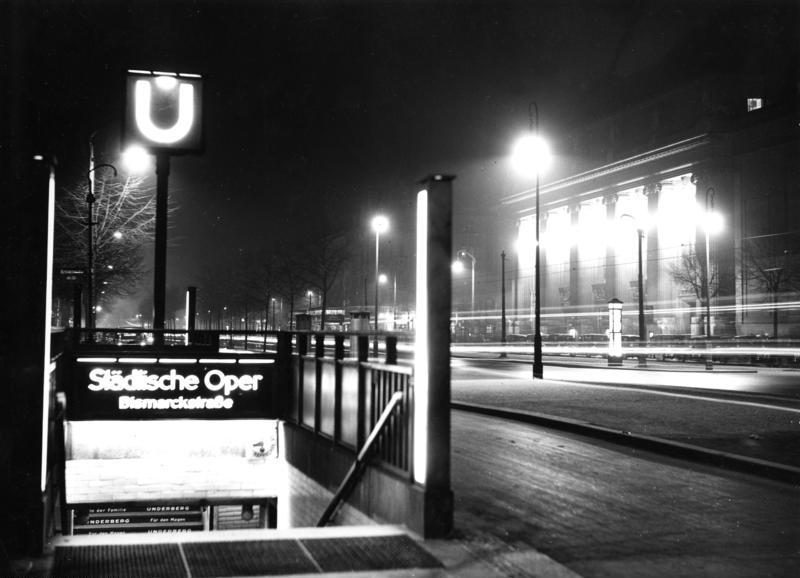
Toegang tot station Städtische Oper in 1930

Twee jaar lang waren uitsluitend de binnenste sporen van station Bismarckstraße in gebruik. Over de buitenste sporen gingen vanaf 29 maart 1908 de treinen van en naar station Reichskanzlerplatz (nu Theodor-Heuss-Platz) op de tak naar Westend rijden. Deze tak werd als zelfstandige pendellijn bedreven, waartoe zich ten oosten van station Bismarckstraße keersporen bevonden.
In 1929 werd het station een heringericht. In plaats van de rechtstreeks naar de middenberm van de Bismarckstraße leidende trappen kwam er een tussenverdieping, vanwaar uitgangen naar beide zijden van straat leiden. Om de verdeelhal te kunnen invoegen werd het dak van de perronhal aan de westzijde omlaag gebracht. Nadat de werkzaamheden voltooid waren kreeg het station op 1 augustus 1929 de nieuwe naam Städtische Oper (Bismarckstraße).
Vanaf 1931 bestond er ook op de lijn naar Westend, die inmiddels het eindpunt Ruhleben bereikt had, een doorgaande dienst naar het oosten. Op 16 augustus 1934 veranderde de naam van het station opnieuw; het operatheater was inmiddels geen eigendom van de stad meer, maar van de Duitse staat en het metrostation ging in navolging daarvan Deutsches Opernhaus (Bismarckstraße) heten.
Tijdens de Tweede Wereldoorlog leed station Deutsches Opernhaus nauwelijks schade en op 17 mei 1945 konden de treinen weer rijden. Aanvankelijk was lijn A, waartoe het station behoorde, nog in een aantal aparte pendeldiensten verdeeld, maar vanaf september 1946 was er weer doorgaand verkeer tussen Ruhleben en Pankow. De doorgaande dienst naar de Richard-Wagner-Platz keerde echter niet terug, in plaats daarvan ontstond de pendellijn AIII (vanaf 1966 lijn 5) tot Deutsches Opernhaus.
Het in de oorlog uitgebrande operagebouw werd tussen 1956 en 1961 herbouwd en ter gelegenheid van de heropening onderging het metrostation opnieuw een naamsverandering, de derde op rij. Vanaf 22 september 1961 heette het Deutsche Oper (Bismarckstraße).

### Huidige situatie
De pendeldienst tussen Deutsche Oper en Richard-Wagner-Platz trok vanwege zijn geringe lengte slechts weinig reizigers. Om deze situatie te verbeteren werd besloten het traject in de naar het noordwesten te verlengen lijn 7 te integreren. Ter voorbereiding op de werkzaamheden werd station Richard-Wagner-Platz voorlopig gesloten; op 1 mei 1970 vertrok de laatste pendeltrein uit station Deutsche Oper. Sindsdien zijn enkel nog de buitenste twee sporen van het metrostation (die naar Ruhleben) in gebruik. De verlenging van lijn 7 werd geopend op 28 april 1978. Een kleine 400 meter ten westen van station Deutsche Oper kon in het nieuwe overstapstation Bismarckstraße op de lijn naar Richard-Wagner-Platz overgestapt worden. Vanwege de opening van het overstapstation verloor station Deutsche Oper de toevoeging Bismarckstraße en onderging het dus zijn vierde en laatste naamswijziging. De directe verbinding tussen Deutsche Oper en Richard-Wagner-Platz wordt tegenwoordig alleen nog voor dienstritten gebruikt.

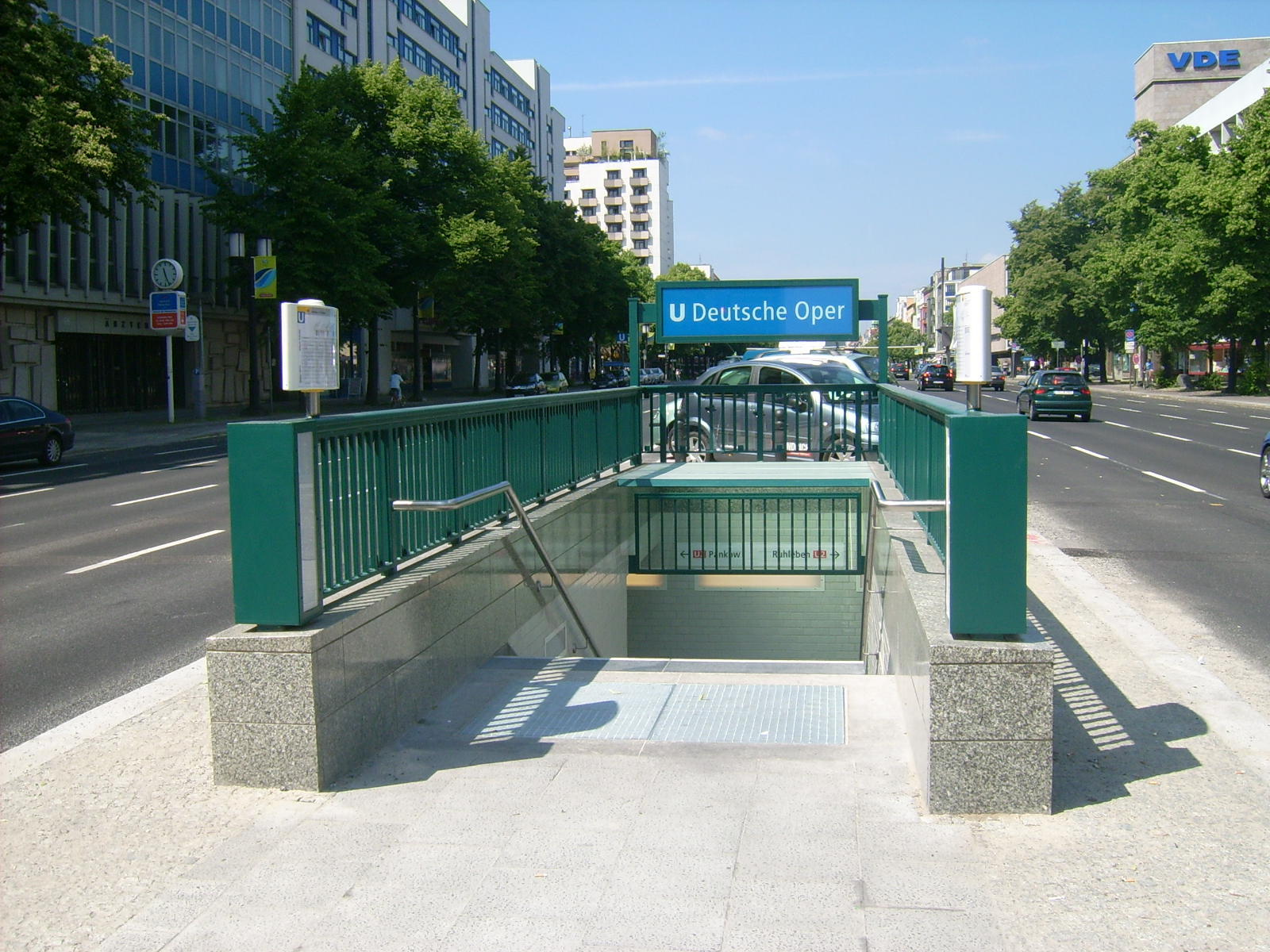
Oostelijke ingang in de middenberm van de Bismarckstraße

In 1983 werd het metrostation gemoderniseerd. De wanden werden opnieuw betegeld in de kleuren wit en geel en er werden nieuwe lampen geïnstalleerd, waardoor de open lichtkoepels in het dak verdwenen. Ook de stationshal op de tussenverdieping onderging een renovatie. Volgens de huidige inzichten geschiedde deze modernisering niet in overeenstemming met de monumentenstatus van het station.

### Ongeval in 2000
Op 8 juli 2000 vond er een ernstig ongeval plaats in station Deutsche Oper. Een trein van het type GI/I, komend uit de richting Ruhleben, vatte vlam en blokkeerde uitgang aan de westzijde. Omdat het station slechts aan één zijde over een uitgang beschikte konden de aanwezige reizigers alleen via de metrotunnel ontvluchten. Als gevolg van de brand liepen 21 personen een rookvergiftiging op. Het treinstel brandde volledig uit en ook het station raakte ernstig beschadigd. Het metrostation werd vervolgens voor twee maanden gesloten. Vanaf 1 september gingen de treinen weer in Deutsche Oper stoppen.
Kort na het ongeluk plande het stadsvervoerbedrijf BVG een oppervlakkige sanering van het station, maar al snel werd besloten de zaak grondiger aan te pakken en de aanpassingen uit 1983 terug te draaien. In juni 2001 was station Deutsche Oper weer hersteld tot de situatie van 1906. Na het ongeval eisten de Berlijnse brandweer, politie en politiek dat alle metrostations minstens twee uitgangen zouden krijgen. In 2005 werd met de bouw van een nieuwe oostelijke uitgang begonnen. In juni 2006 kwamen de rechtstreeks naar de middenberm van de Bismarckstraße leidende trappen gereed.
Naar aanleiding van zijn vertrek, alsook ter ere van het honderdjarig bestaan van de Berlijns metro, schonk de Portugese ambassadeur in Duitsland, João Diogo, in 2002 een aantal tegeltableaus van de kunstenaar José de Guimarães. De werken werden zowel op de perrons als in de stationshal en bij de uitgangen geplaatst.

## Voetnoten
1. ↑  Vermelding op de monumentenlijst
2. ↑  Gustav Kemmann: Zur Eröffnung der elektrischen Hoch- und Untergrundbahn in Berlin. Berlin : GVE, 2002: p. 57. ISBN 3-89218-077-6 (fotomech. nadruk; oorspr. uitg.: 1902)
3. 1 2  Biagia Bongiorno: Die Bahnhöfe der Berliner Hoch- und Untergrundbahn : Verkehrsdenkmäle in Berlin. Petersberg : Imhof, 2007: p. 97. ISBN 978-3-86568-292-5
4. ↑  Alfred B. Gottwald: Das Berliner U- und S-Bahnnetz : eine Geschichte in Streckenplänen von 1888 bis heute. Stuttgart : Transpress, 2007: p. 59, 64. ISBN 978-3-613-71304-8